# Cephaloidophora chthamali
Cephaloidophora chthamali is een soort in de taxonomische indeling van de Myzozoa, een stam van microscopische parasitaire dieren. Het organisme komt uit het geslacht Cephaloidophora en behoort tot de familie Cephaloidophoridae. Cephaloidophora chthamali werd in 1908 ontdekt door Mavrodiadi.